# Косарівщина (заказник)
Косарі́вщина — ландшафтний заказник місцевого значення в Україні. Розташований у Роменському районі Сумської області, за східною околицею села Косарівщина, на території Дібрівської сільської ради. 

## Опис
Площа 58,97 га, з них 52,17 га у користуванні Роменської РДА, 6,8 га у користуванні ДП «Роменський агролісгосп» (Роменське л-во, кв. 6, вид. 1). Утворений рішенням Сумської обласної ради від 22 лютого 2013 року. 
Заказник розташований на схилі балки північної експозиції. Являє собою типовий ландшафт з лесовими рівнинами та чорноземами (типовими малогумусовими і опідзоленими) та з дібровами. Зростають рідкісні види рослин, занесені до Червоної книги України: коручка широколиста, косарики черепитчасті, регіонально рідкісних видів: чемериця чорна тощо. Водяться тварини, занесені до Червоної книги України: луні лучний та польовий, сова болотяна, сорокопуд сірий, мишівка степова, а також регіонально рідкісні види: чапля сіра, осоїд, деркач, чорниш, боривітер звичайний, бджолоїдка, одуд, щиглик тощо. 
Заказник має особливу природоохоронну, наукову, освітньо-виховну і пізнавальну цінність.

## Галерея

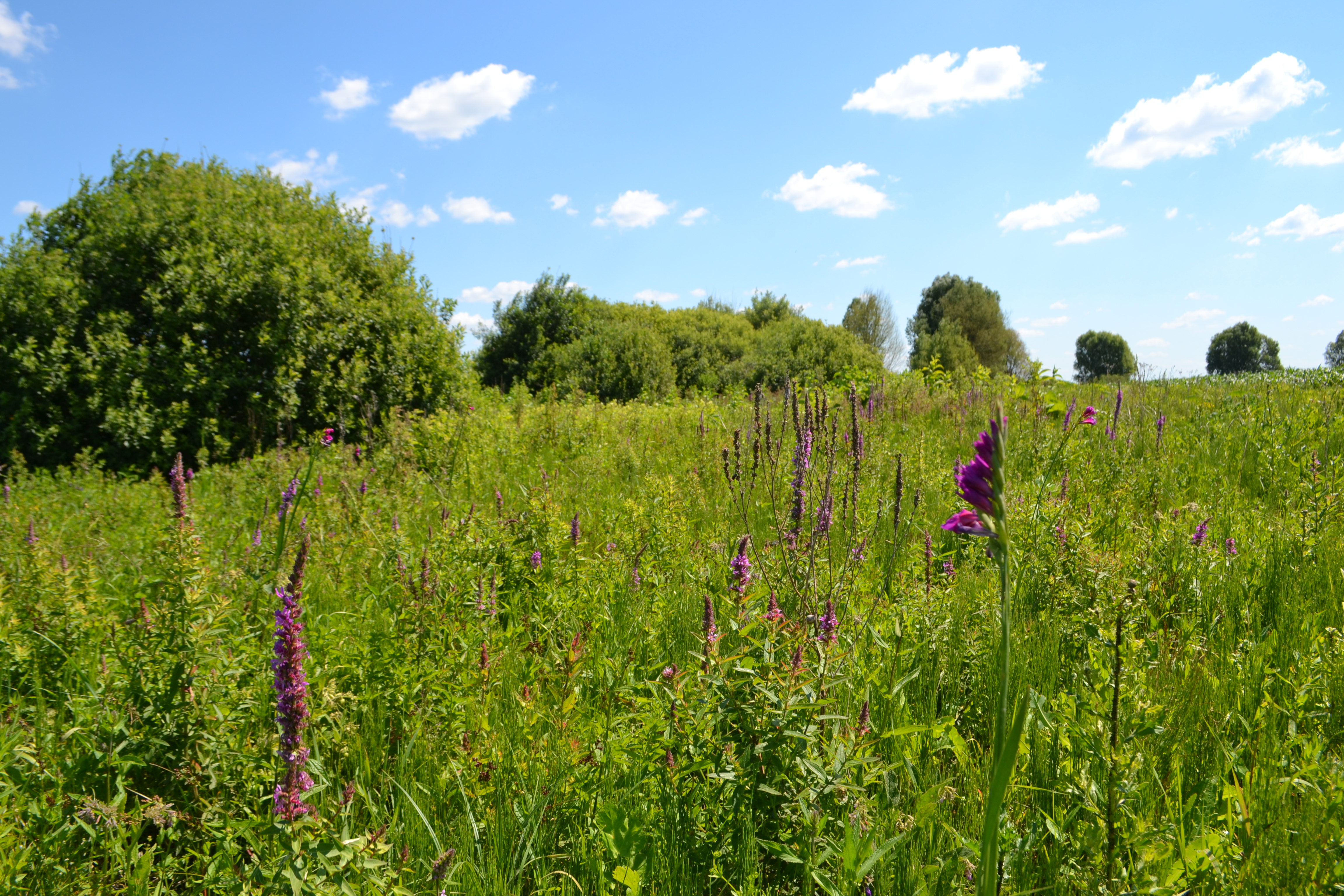
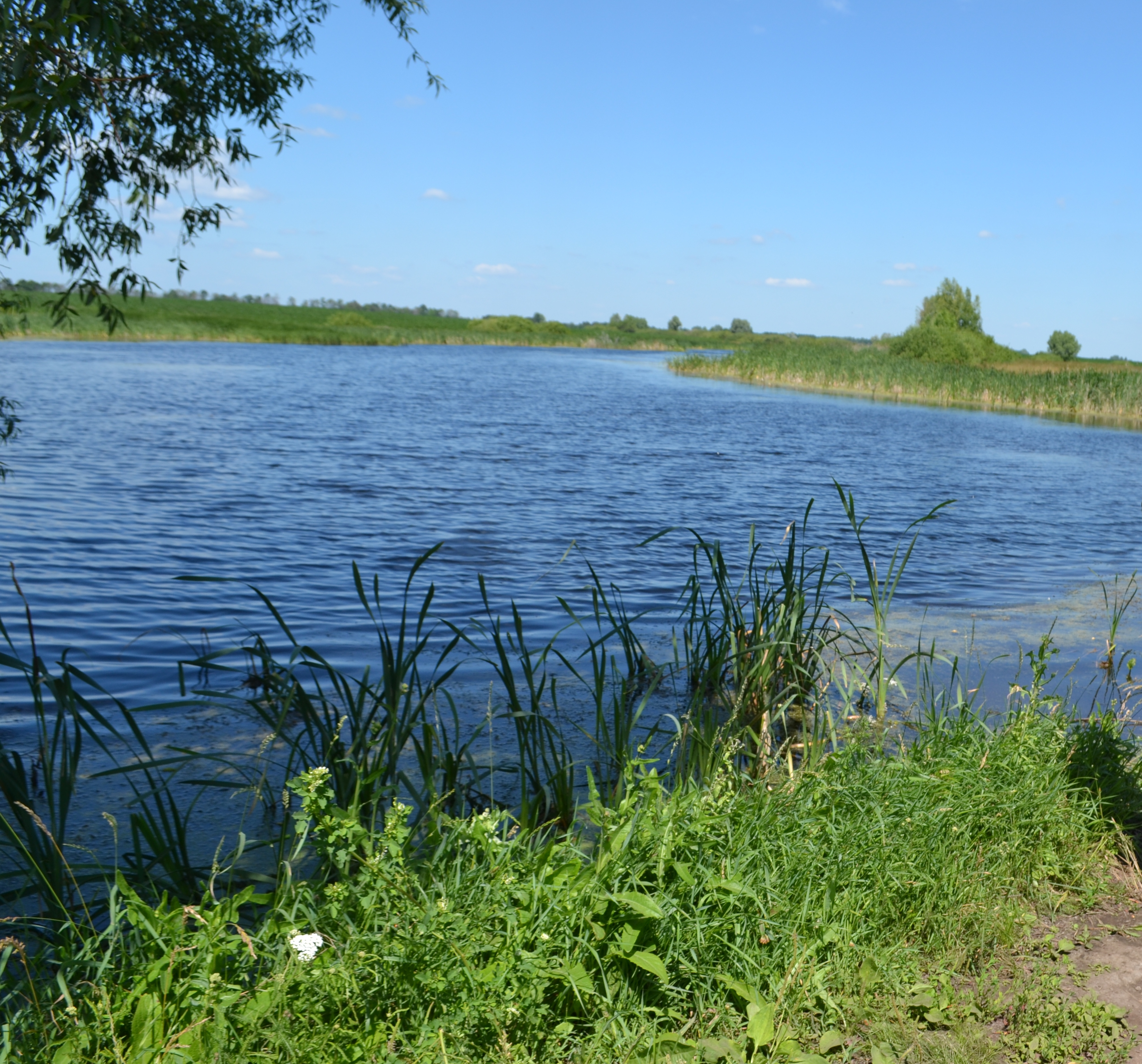
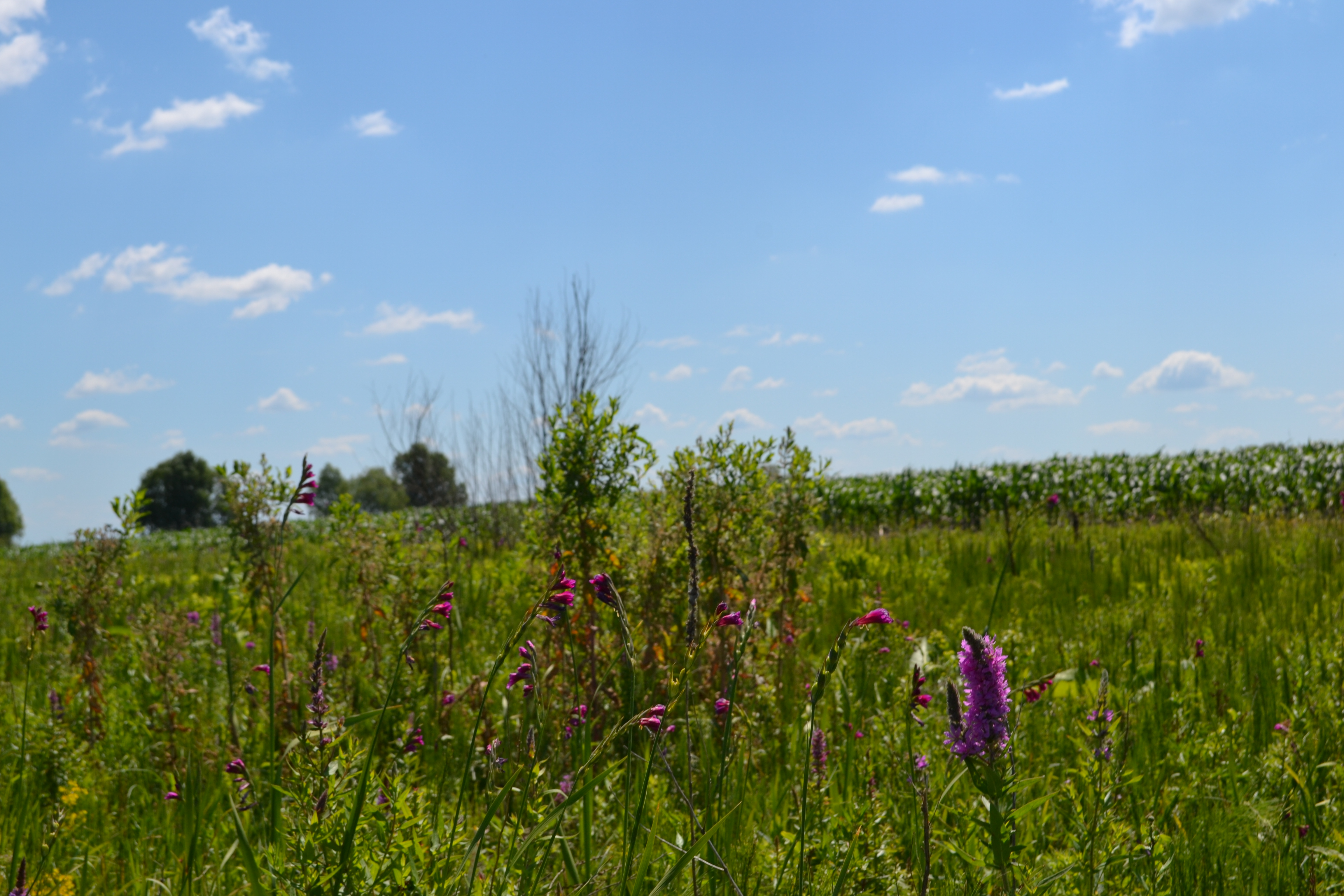